# Dankeskirche (München)

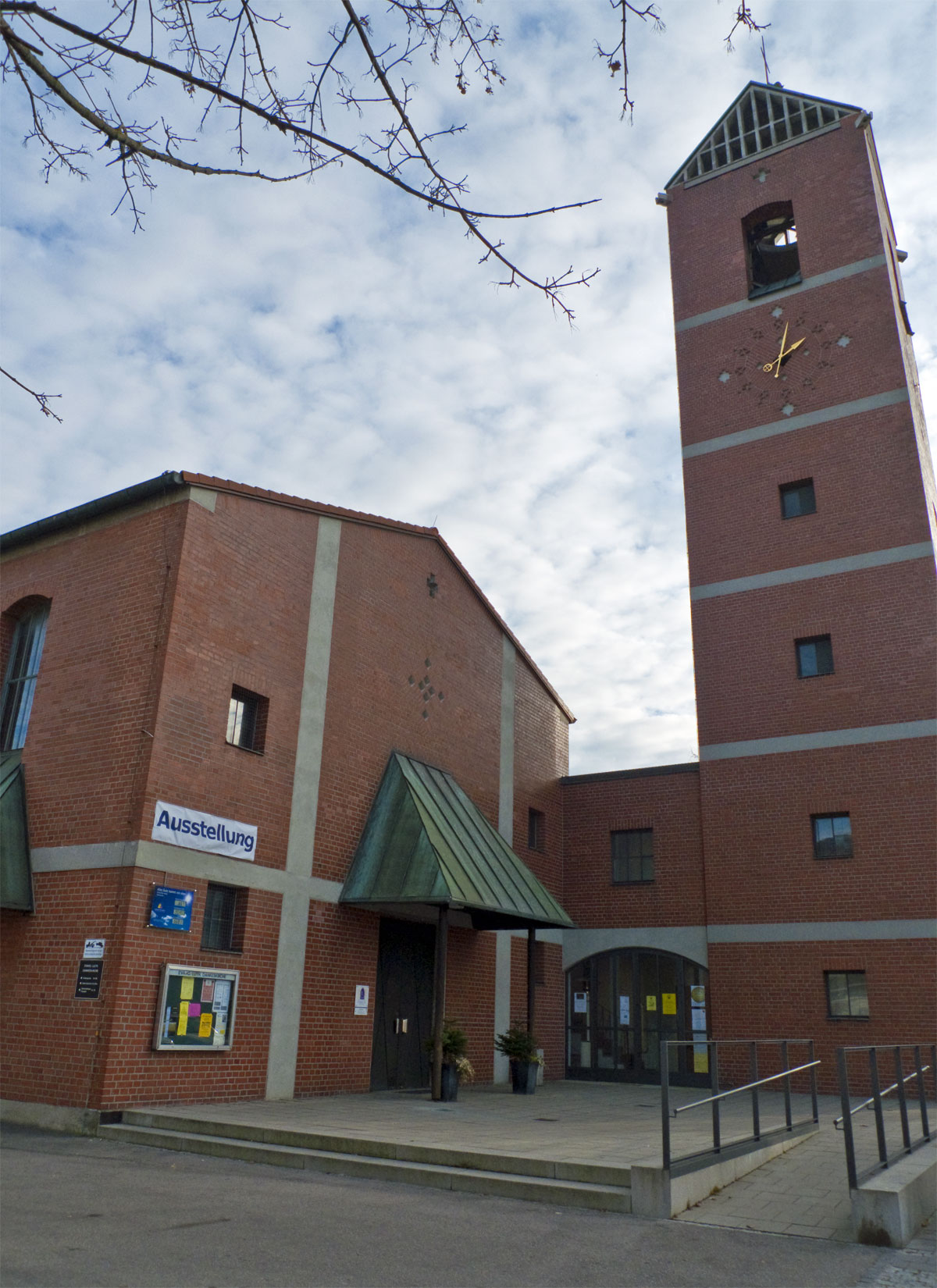
Dankeskirche

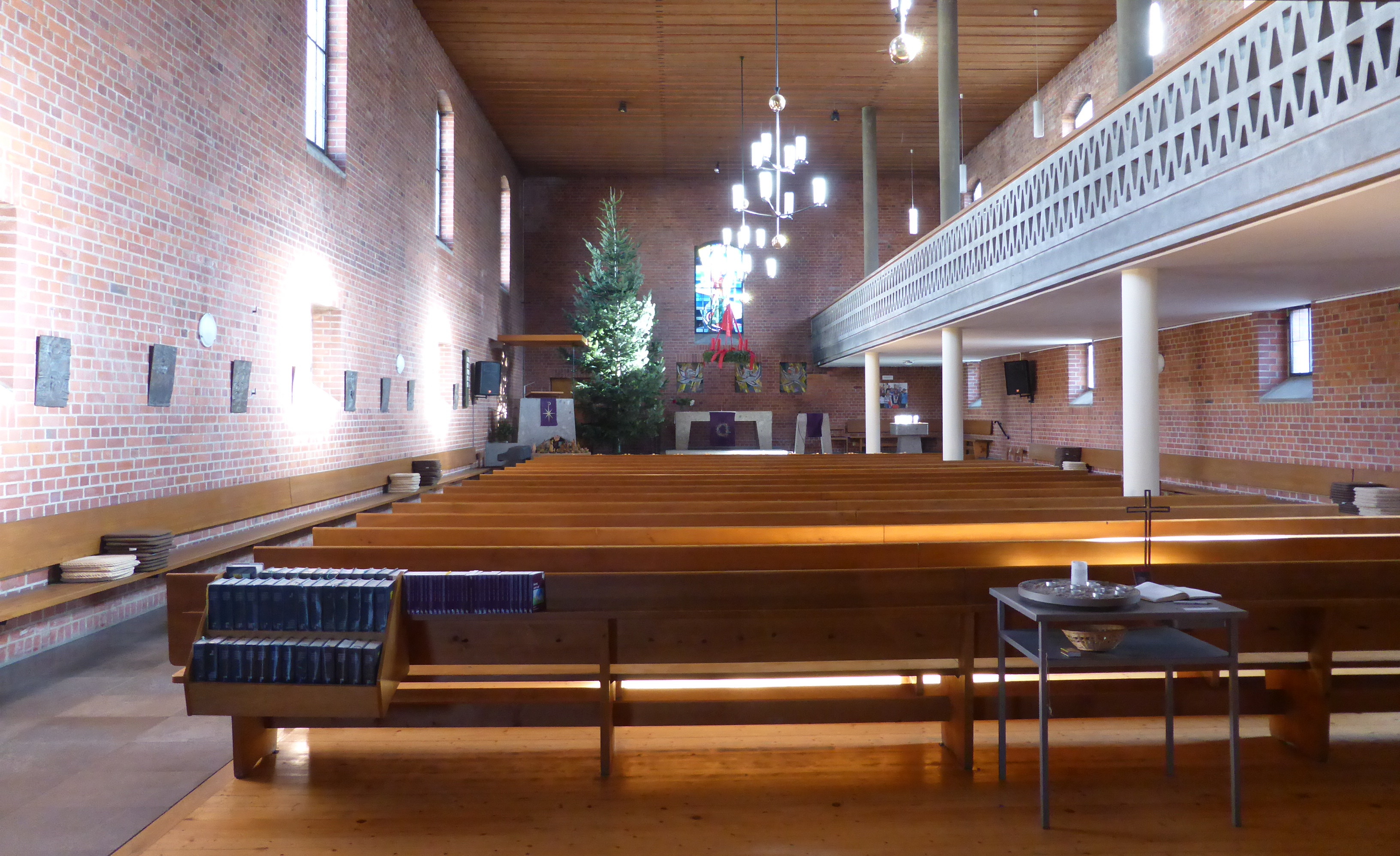
Innenansicht

Die Dankeskirche ist eine evangelisch-lutherische Kirche am Curt-Mezger-Platz, im Münchner Stadtteil Milbertshofen. Sie wurde 1964/65 nach Plänen von Gustav Gsaenger an der Keferloherstr. 70 errichtet. 

## Geschichte
Grundsteinlegung war der 6. Dezember 1964, eingeweiht wurde sie am 12. Dezember 1965.
Am 12. Dezember 1976 wurden der Kindergarten und die Diakoniestation, die nach Plänen des Architekten Theodor Hugues in gleicher Ziegelhausbauweise erbaut wurden, eingeweiht. Die Kirchenorgel wurde am 11. Mai 1979 eingeweiht.

## Beschreibung
Der kantig und schlicht gehaltene kubische Kirchenbau mit Kirchturm ist aus roten Ziegeln mit Betoneinbauten. Der Innenraum mit Holzdecke und Kanzel, Altar, Empore und Taufbecken aus Beton vermittelt Klarheit. Hinter dem Altar wird in einem Glasfenster eine Dankesszene aus dem Evangelium abgebildet. Max Faller, Münchner Bildhauer und Goldschmied, schuf das Altarkreuz und elf Bronzetafeln, die den Leidensweg Christi darstellen.
Im Turm hängt ein fünfstimmiges Bronzegeläute mit Schlagtonfolge es1 ges1 as1 b1 des2, gegossen von der Glockengießerei Bachert.

## Orgel

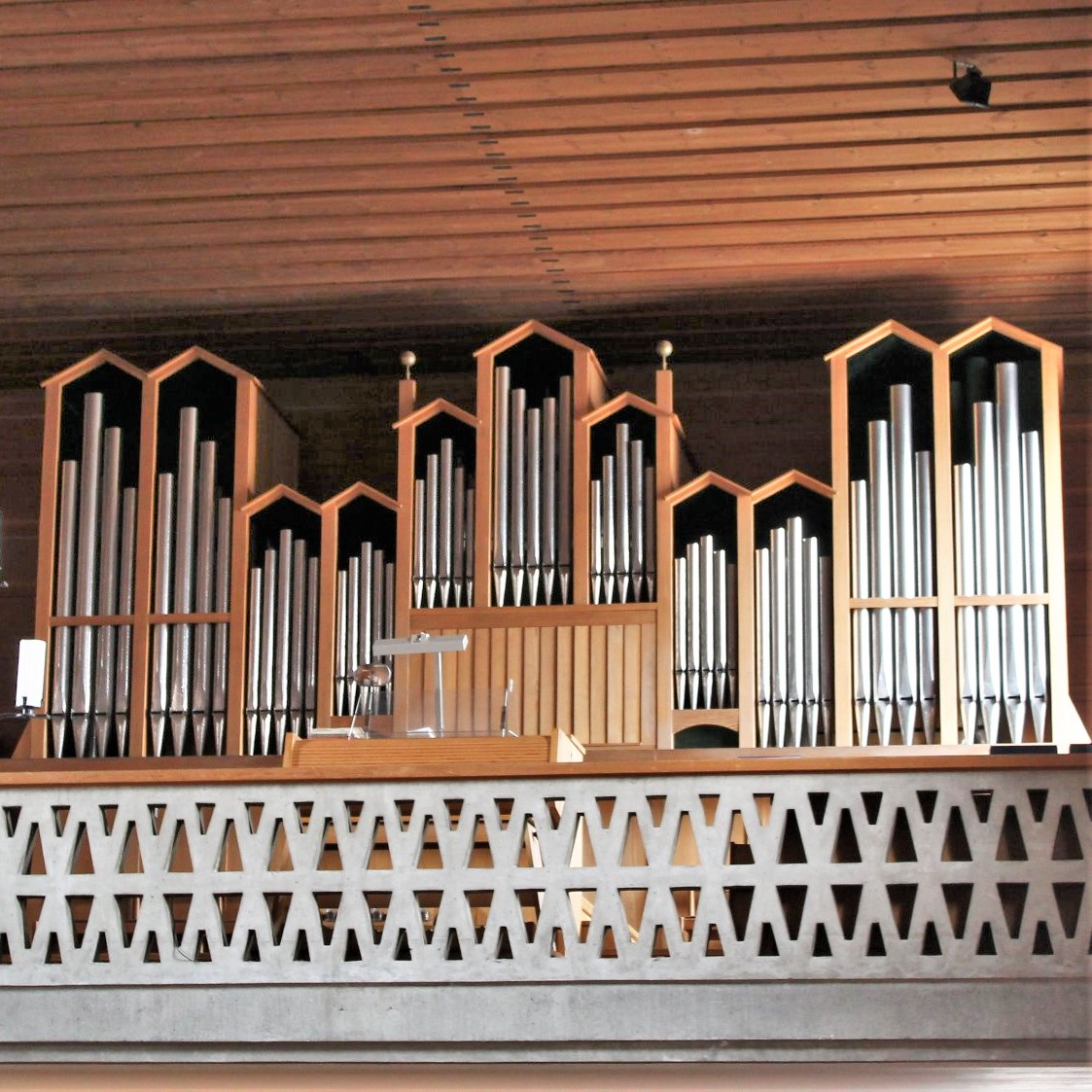
Stöberl-Orgel von 1979

Die Orgel über dem Eingang wurde 1979 von der Firma Stöberl gebaut. Sie hat 21 Register auf zwei Manualen und Pedal und insgesamt 1492 Pfeifen. Die Disposition lautet wie folgt:
| I Hauptwerk C–g3 |       |
| Prinzipal        | 8′    |
| Rohrflöte        | 8′    |
| Oktav            | 4′    |
| Spitzflöte       | 4′    |
| Oktav            | 2′    |
| Quinte           | 1 ⁄3′ |
| Mixtur IV        | 1 ⁄3′ |
| Trompete         | 8′    |
| Tremulant        |       |

| II Schwellpositiv C–g3 |        |
| Gedackt                | 8′     |
| Koppelflöte            | 4′     |
| Nasat                  | 2 ⁄3′  |
| Waldflöte              | 2′     |
| Terz                   | 1 3⁄5′ |
| Sifflöte               | 1′     |
| None                   | 8⁄9′   |
| Krummhorn              | 8′     |
| Tremulant              |        |

| Pedal C–f1 |     |
| Subbaß     | 16′ |
| Oktavbaß   | 8′  |
| Gedacktbaß | 8′  |
| Choralbaß  | 4′  |
| Fagott     | 16′ |

- Koppeln: II/I, I/P, II/P
- Spielhilfen: 3 freie Kombinationen, Zungeneinzelabsteller